# Randall Shughart
Randall David Shughart, detto Randy (Lincoln, 13 agosto 1958 – Mogadiscio, 3 ottobre 1993), è stato un militare statunitense.
Al momento della sua morte, era un sergente di prima classe dell'Unità Operazioni Speciali, nella Delta Force. È stato decorato postumo della Medaglia d'Onore per le azioni che ha compiuto durante la battaglia di Mogadiscio del 3 ottobre 1993.

## Biografia
Randall David Shughart nacque a Lincoln, in Nebraska, il 13 agosto 1958 da una famiglia di tradizioni militari e di discendenze tedesche, figlio di Herbert Shughart, ufficiale in carriera nell'Aviazione Militare degli Stati Uniti, e di Lois Bricker. Suo padre era di guarnigione nelle vicinanze. Gli Shughart si trasferirono poi in un caseificio nei pressi di Newville, in Pennsylvania, dopo che Herbert si congedò dall'Aeronautica, e da qui vissero in tende. La sua famiglia si occupò così dell'allevamento di mucche e pecore e dell'agricoltura. Randy aveva un fratello maggiore, Michael, e due sorelle minori.
Il 10 dicembre 1975, all'età di 17 anni, si arruolò volontario nella Riserva dell'Esercito degli Stati Uniti, dopodiché entrò nell'Esercito il 24 giugno del 1976 una volta terminata la Big Spring High School di Newville, salendo di graduatoria. Dopo l'addestramento base a Fort Benning, in Georgia, ha completato con successo la AIT (Addestramento Avanzato Individuale) e la Scuola di Paracadutismo, ed è stato assegnato al decorato 2º Battaglione del 75º Reggimento di Fanteria (dal 1984 ha assunto la denominazione di 75º Reggimento Rangers) di stanza a Fort Lewis, Washington, nel 1978. Alcuni mesi più tardi ha completato un corso di specializzazione dei Ranger (la Small Unit Ranger Tactics), è stato ammesso a partecipare alla Ranger School e aveva guadagnato il prestigioso distintivo nero e oro, il Ranger Tab. Nel giugno 1980, lasciò il servizio attivo rientrando nella Riserva, per poi tornare a servire nuovamente con i Ranger nel dicembre del 1983. Nel giugno 1986, dopo aver completato lo Special Forces Qualification Course nel 1984, Shughart si arruolò nella Delta Force e, superata la selezione, servì come cecchino all'interno del Sniper Troop dello Squadrone C di guarnigione a Fort Bragg, nella Carolina del Nord.
Nell'agosto 1993, quattro anni dopo aver partecipato all'Operazione Just Cause a Panama, Shughart, con il grado di sergente di prima classe, fu spedito in Somalia in occasione dell'Operation Gothic Serpent, con l'incarico di catturare il signore della guerra somalo Mohammed Farah Aidid, accusato di minacciare ed attaccare le spedizioni umanitarie delle Nazioni Unite.

### Battaglia di Mogadiscio e morte
Il 3 ottobre 1993, durante la cattura dei luogotenenti di Aidid nell'ambito della battaglia di Mogadiscio, l'elicottero Black Hawk Super 6-4, pilotato dal chief warrant officer Michael Durant, è stato abbattuto da un lanciarazzi RPG-7. In quell'istante, Shughart, il sergente capo Gary Gordon e il sergente di prima classe Brad Hallings si trovavano a bordo del Black Hawk Super 6-2 e stavano fornendo fuoco di copertura dall'alto. Gordon, nonostante il comando avesse negato due volte il permesso per via del pericolo circostante, chiese nuovamente di essere inserito a terra per proteggere il relitto dell'elicottero abbattuto, dove si trovava, oltre a Durant, anche il resto dell'equipaggio ferito, composto da Ray Frank, Bill Cleveland e Tommy Field. Il comando aveva concesso così l'autorizzazione ed entrambi i cecchini sono stati lasciati a terra, mentre Hallings rimase sull'elicottero per continuare a offrire supporto aereo.
Shughart e Gordon, armati rispettivamente di M14 e CAR-15, si erano diretti verso il relitto dove Durant aveva nel frattempo impugnato la sua pistola mitragliatrice MP5K con l'intento di difendere la propria posizione. Il pilota, sebbene pronto a sparare, non riusciva però a muoversi a causa della frattura di una vertebra e del femore destro, perciò i due sergenti dovettero estrarlo dalla cabina di pilotaggio e piazzarlo accanto a un albero che costeggiava un recinto in lamiera.
Shughart, Gordon e Durant per qualche tempo riuscirono a tenere a bada la folla di miliziani, organizzando un perimetro di sicurezza attorno al luogo dell'incidente, finché Gordon stesso non rimase ucciso con un colpo alla testa mentre era posizionato sul lato sinistro dell'elicottero. Poco dopo, Shughart aveva raccolto così il CAR-15 del suo commilitone e lo diede a Durant per l'uso. Dopodiché, andò verso la cabina di pilotaggio del relitto per effettuare una chiamata radio per l'emergenza e, 10 minuti più tardi, venne anch'egli mortalmente ferito dai miliziani dopo un ultimo disperato tentativo di difendere il velivolo abbattuto, mentre Durant fu preso prigioniero dopo aver esaurito le munizioni del fucile di Gordon. Terminato il combattimento, il corpo di Shughart, assieme a quello di Gordon, Frank, Cleveland e Field, è stato in seguito profanato, parzialmente denudato e trascinato per le strade della città dalla folla inferocita. Il pilota, invece, verrà rilasciato dai miliziani di Aidid dopo 11 giorni di prigionia.
Secondo il libro In the Company of Heroes, pubblicato da Durant, i somali avevano contato circa 25 miliziani uccisi dai due cecchini nel corso della sparatoria, assieme a molti altri feriti gravemente.

## Controversie
All'indomani del combattimento, c'era stata una notevole confusione su chi era stato ucciso per primo. Il racconto di Durant e quello ufficiale (soprattutto nelle citazioni per la Medal of Honor) affermano che Shughart sia stato ucciso per primo dai miliziani, ma Mark Bowden, autore di Black Hawk Down, ha riportato una testimonianza del sergente di prima classe Paul Howe, un altro operatore della Delta Force veterano della battaglia. Howe ha detto infatti di aver sentito per un paio di volte la caratteristica voce di Shughart chiedere aiuto alla radio direttamente dalla cabina di pilotaggio dell'elicottero abbattuto, non quella di Gordon. Inoltre, entrambi i cecchini utilizzavano fucili differenti e che l'arma consegnata a Durant non era l'M14 usato da Shughart, ma il CAR-15 di Gordon. Tra l'altro, lo stesso Howe ha affermato che Gordon non avrebbe mai dato la propria arma a Durant se era ancora in grado di usarla. Nella sua autobiografia, In the Company of Heroes, Durant sostiene che Gordon (che lo aveva riconosciuto in quanto partecipante abituale dei briefing di volo prima della battaglia) era posizionato sul lato sinistro del relitto del Black Hawk, dopo che sia lui che Shughart lo avevano spostato in un luogo più sicuro, e sentì Gordon urlare brevemente di essere stato colpito. Successivamente, Shughart era uscito in avanscoperta dalla parte sinistra del Black Hawk con il CAR-15. Infine, Durant ha persino dichiarato a Bowden che se da una parte era refrattario a modificare i rapporti ufficiali, dall'altra non era sicuro di quale fosse l’uno e quale l’altro.

## Eventi postumi

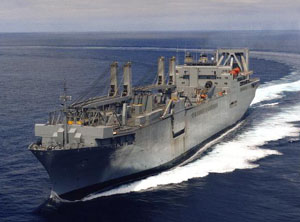
USNS Shughart

- Il 23 maggio 1994, Randall Shughart e Gary Gordon furono entrambi decorati postumi per le proprie azioni sopracitate alla Medal of Honor dal presidente allora in carica Bill Clinton, diventando i primi destinatari della medaglia dopo la fine della guerra del Vietnam. Il padre di Randy, Herbert, aveva partecipato alla cerimonia di decorazione tenutasi nell'East Room della Casa Bianca e rifiutò di stringere la mano al presidente Clinton in un colloquio privato, criticandolo apertamente e dicendogli di non essere all'altezza per comandare le forze armate.
- Nel 1997 la Marina degli Stati Uniti ha ufficialmente nominato una nave da trasporto, la USNS Shughart, nel corso di una cerimonia alla National Steel and Shipbuilding Company di San Diego, in California. Il senatore del Nebraska Bob Kerrey è stato il principale oratore della cerimonia. Come madrina della cerimonia era presente la vedova Stephanie Shughart.
- La USNS Shughart è stata la prima "grande nave a medio velocità" a sottoporsi alla conversione da naviglio commerciale a nave da carico e trasporto della Marina. La nave è gestita dalla US Navy's Military Sealift Command, in Washington.
- Recuperato dalle autorità militari a seguito della battaglia, il suo corpo riposa attualmente nel Westminster Cemetery di Carlisle, in Pennsylvania.

## Vita personale
Randall aveva sposato nel 1991 l'infermiera Stephanie Shughart. La coppia non ebbe figli.

## Decorazioni
Durante la sua carriera Shughart conseguì le seguenti decorazioni e brevetti:

## Nella cultura di massa
Nel film Black Hawk Down - Black Hawk abbattuto, diretto da Ridley Scott nel 2001 e basato sull'omonimo saggio di Mark Bowden, Randy Shughart è stato interpretato dall'attore e musicista Johnny Strong.